# Ski Classics 2022/23
Die Ski Classics 2022/23 war die 13. Austragung der Wettkampfserie im Skilanglauf. Sie umfasste 14 Rennen davon 12 Skimarathons im Massenstart, die in klassischer Technik ausgetragen werden. Die Serie begann am 10. Dezember 2022 mit dem Teamprolog in Bad Gastein und endete am 2. April 2023 mit dem Skimarathon Summit 2 Senja in Norwegen. Die Gesamtwertung bei den Männern gewann zum zweiten Mal der Schwede Emil Persson. Bei den Frauen wurde Ida Dahl, die fünf Rennen gewann, erstmals Erste.

## Männer

### Ergebnisse
| 1.Ski Classics in Bad Gastein – Prolog und Bad Gastein Criterium | 1.Ski Classics in Bad Gastein – Prolog und Bad Gastein Criterium | 1.Ski Classics in Bad Gastein – Prolog und Bad Gastein Criterium | 1.Ski Classics in Bad Gastein – Prolog und Bad Gastein Criterium | 1.Ski Classics in Bad Gastein – Prolog und Bad Gastein Criterium |
| ---------------------------------------------------------------- | ---------------------------------------------------------------- | ---------------------------------------------------------------- | ---------------------------------------------------------------- | ---------------------------------------------------------------- |
| Datum                                                            | Disziplin                                                        | Erster Platz                                                     | Zweiter Platz                                                    | Dritter Platz                                                    |
| 10. Dezember 2022                                                | Teamprolog 15 km klassisch                                       | Lager 157 Ski Team                                               | Team Ramudden                                                    | Team Aker Daehlie                                                |
| 11. Dezember 2022                                                | 35 km klassisch                                                  | Emil Persson                                                     | Johan Hoel                                                       | Thomas Bing                                                      |

| 2.Ski Classics in Vinschgau – La Venosta Criterium | 2.Ski Classics in Vinschgau – La Venosta Criterium | 2.Ski Classics in Vinschgau – La Venosta Criterium | 2.Ski Classics in Vinschgau – La Venosta Criterium | 2.Ski Classics in Vinschgau – La Venosta Criterium |
| -------------------------------------------------- | -------------------------------------------------- | -------------------------------------------------- | -------------------------------------------------- | -------------------------------------------------- |
| Datum                                              | Disziplin                                          | Erster Platz                                       | Zweiter Platz                                      | Dritter Platz                                      |
| 17. Dezember 2022                                  | 36 km klassisch                                    | Emil Persson                                       | Andreas Nygaard                                    | Max Novak                                          |

| 3.Ski Classics in Sexten – Pustertaler Ski-Marathon | 3.Ski Classics in Sexten – Pustertaler Ski-Marathon | 3.Ski Classics in Sexten – Pustertaler Ski-Marathon | 3.Ski Classics in Sexten – Pustertaler Ski-Marathon | 3.Ski Classics in Sexten – Pustertaler Ski-Marathon |
| --------------------------------------------------- | --------------------------------------------------- | --------------------------------------------------- | --------------------------------------------------- | --------------------------------------------------- |
| Datum                                               | Disziplin                                           | Erster Platz                                        | Zweiter Platz                                       | Dritter Platz                                       |
| 14. Januar 2023                                     | 62 km klassisch                                     | Emil Persson                                        | Andreas Nygaard                                     | Kasper Stadaas                                      |

| 4.Ski Classics in Niederdorf – Prato Piazza Mountain Challenge | 4.Ski Classics in Niederdorf – Prato Piazza Mountain Challenge | 4.Ski Classics in Niederdorf – Prato Piazza Mountain Challenge | 4.Ski Classics in Niederdorf – Prato Piazza Mountain Challenge | 4.Ski Classics in Niederdorf – Prato Piazza Mountain Challenge |
| -------------------------------------------------------------- | -------------------------------------------------------------- | -------------------------------------------------------------- | -------------------------------------------------------------- | -------------------------------------------------------------- |
| Datum                                                          | Disziplin                                                      | Erster Platz                                                   | Zweiter Platz                                                  | Dritter Platz                                                  |
| 15. Januar 2023                                                | 32 km klassisch                                                | Emil Persson                                                   | Thomas Ødegaarden                                              | Tord Asle Gjerdalen                                            |

| 5.Ski Classics in Zuoz – La Diagonela | 5.Ski Classics in Zuoz – La Diagonela | 5.Ski Classics in Zuoz – La Diagonela | 5.Ski Classics in Zuoz – La Diagonela | 5.Ski Classics in Zuoz – La Diagonela |
| ------------------------------------- | ------------------------------------- | ------------------------------------- | ------------------------------------- | ------------------------------------- |
| Datum                                 | Disziplin                             | Erster Platz                          | Zweiter Platz                         | Dritter Platz                         |
| 21. Januar 2023                       | 48 km klassisch                       | Emil Persson                          | Max Novak                             | Stian Hoelgaard                       |

| 6. Ski Classics im Val di Fiemme und Val di Fassa – Marcialonga | 6. Ski Classics im Val di Fiemme und Val di Fassa – Marcialonga | 6. Ski Classics im Val di Fiemme und Val di Fassa – Marcialonga | 6. Ski Classics im Val di Fiemme und Val di Fassa – Marcialonga | 6. Ski Classics im Val di Fiemme und Val di Fassa – Marcialonga |
| --------------------------------------------------------------- | --------------------------------------------------------------- | --------------------------------------------------------------- | --------------------------------------------------------------- | --------------------------------------------------------------- |
| Datum                                                           | Disziplin                                                       | Erster Platz                                                    | Zweiter Platz                                                   | Dritter Platz                                                   |
| 29. Januar 2023                                                 | 70 km klassisch                                                 | Emil Persson                                                    | Tord Asle Gjerdalen                                             | Andreas Nygaard                                                 |

| 7. Ski Classics von Bedřichov – Isergebirgslauf | 7. Ski Classics von Bedřichov – Isergebirgslauf | 7. Ski Classics von Bedřichov – Isergebirgslauf | 7. Ski Classics von Bedřichov – Isergebirgslauf | 7. Ski Classics von Bedřichov – Isergebirgslauf |
| ----------------------------------------------- | ----------------------------------------------- | ----------------------------------------------- | ----------------------------------------------- | ----------------------------------------------- |
| Datum                                           | Disziplin                                       | Erster Platz                                    | Zweiter Platz                                   | Dritter Platz                                   |
| 12. Februar 2023                                | 50 km klassisch                                 | Kasper Stadaas                                  | Andreas Nygaard                                 | Amund Riege                                     |

| 8. Ski Classics von Orsa – Grönklitt Criterium | 8. Ski Classics von Orsa – Grönklitt Criterium | 8. Ski Classics von Orsa – Grönklitt Criterium | 8. Ski Classics von Orsa – Grönklitt Criterium | 8. Ski Classics von Orsa – Grönklitt Criterium |
| ---------------------------------------------- | ---------------------------------------------- | ---------------------------------------------- | ---------------------------------------------- | ---------------------------------------------- |
| Datum                                          | Disziplin                                      | Erster Platz                                   | Zweiter Platz                                  | Dritter Platz                                  |
| 18. Februar 2023                               | 50 km klassisch                                | Emil Persson                                   | Max Novak                                      | Stian Hoelgaard                                |

| 9. Ski Classics von Orsa – Grönklitt ITT | 9. Ski Classics von Orsa – Grönklitt ITT | 9. Ski Classics von Orsa – Grönklitt ITT | 9. Ski Classics von Orsa – Grönklitt ITT | 9. Ski Classics von Orsa – Grönklitt ITT |
| ---------------------------------------- | ---------------------------------------- | ---------------------------------------- | ---------------------------------------- | ---------------------------------------- |
| Datum                                    | Disziplin                                | Erster Platz                             | Zweiter Platz                            | Dritter Platz                            |
| 19. Februar 2023                         | 15 km klassisch                          | Emil Persson                             | Petter Stakston                          | Tord Asle Gjerdalen                      |

| 10. Ski Classics von Sälen nach Mora – Wasalauf | 10. Ski Classics von Sälen nach Mora – Wasalauf | 10. Ski Classics von Sälen nach Mora – Wasalauf | 10. Ski Classics von Sälen nach Mora – Wasalauf | 10. Ski Classics von Sälen nach Mora – Wasalauf |
| ----------------------------------------------- | ----------------------------------------------- | ----------------------------------------------- | ----------------------------------------------- | ----------------------------------------------- |
| Datum                                           | Disziplin                                       | Erster Platz                                    | Zweiter Platz                                   | Dritter Platz                                   |
| 5. März 2023                                    | 90 km klassisch                                 | Emil Persson                                    | Andreas Nygaard                                 | Kasper Stadaas                                  |

| 11. Ski Classics von Rena nach Lillehammer – Birkebeinerrennet | 11. Ski Classics von Rena nach Lillehammer – Birkebeinerrennet | 11. Ski Classics von Rena nach Lillehammer – Birkebeinerrennet | 11. Ski Classics von Rena nach Lillehammer – Birkebeinerrennet | 11. Ski Classics von Rena nach Lillehammer – Birkebeinerrennet |
| -------------------------------------------------------------- | -------------------------------------------------------------- | -------------------------------------------------------------- | -------------------------------------------------------------- | -------------------------------------------------------------- |
| Datum                                                          | Disziplin                                                      | Erster Platz                                                   | Zweiter Platz                                                  | Dritter Platz                                                  |
| 18. März 2023                                                  | 54 km klassisch                                                | Andreas Nygaard                                                | Johan Hoel                                                     | Runar Skaug Mathisen                                           |

| 12. Ski Classics in Bardufoss – Reistadløpet | 12. Ski Classics in Bardufoss – Reistadløpet | 12. Ski Classics in Bardufoss – Reistadløpet | 12. Ski Classics in Bardufoss – Reistadløpet | 12. Ski Classics in Bardufoss – Reistadløpet |
| -------------------------------------------- | -------------------------------------------- | -------------------------------------------- | -------------------------------------------- | -------------------------------------------- |
| Datum                                        | Disziplin                                    | Erster Platz                                 | Zweiter Platz                                | Dritter Platz                                |
| 1. April 2023                                | 40 km klassisch                              | Martin Løwstrøm Nyenget                      | Eirik Sverdrup Augdal                        | Andrew Musgrave                              |

| 13. Ski Classics in Bardufoss – Summit 2 Senja | 13. Ski Classics in Bardufoss – Summit 2 Senja | 13. Ski Classics in Bardufoss – Summit 2 Senja | 13. Ski Classics in Bardufoss – Summit 2 Senja | 13. Ski Classics in Bardufoss – Summit 2 Senja |
| ---------------------------------------------- | ---------------------------------------------- | ---------------------------------------------- | ---------------------------------------------- | ---------------------------------------------- |
| Datum                                          | Disziplin                                      | Erster Platz                                   | Zweiter Platz                                  | Dritter Platz                                  |
| 2. April 2023                                  | 67 km klassisch                                | Martin Løwstrøm Nyenget                        | Johan Hoel                                     | Herman Paus                                    |

### Gesamtwertung
| |                     |        |
| \| Rang \| Name \| Punkte \| \| ---- \| ------------------- \| ------ \| \| 1. \| Emil Persson \| 2407 \| \| 2. \| Andreas Nygaard \| 1613 \| \| 3. \| Max Novak \| 1583 \| \| 4. \| Kasper Stadaas \| 1531 \| \| 5. \| Amund Riege \| 1505 \| \| 6. \| Tord Asle Gjerdalen \| 1423 \| \| 7. \| Johan Hoel \| 1351 \| \| 8. \| Petter Stakston \| 1348 \| \| 9. \| Herman Paus \| 1326 \| \| 10. \| Stian Hoelgaard \| 1268 \| |                     |        |
| Rang | Name                | Punkte |
| 1. | Emil Persson        | 2407   |
| 2. | Andreas Nygaard     | 1613   |
| 3. | Max Novak           | 1583   |
| 4. | Kasper Stadaas      | 1531   |
| 5. | Amund Riege         | 1505   |
| 6. | Tord Asle Gjerdalen | 1423   |
| 7. | Johan Hoel          | 1351   |
| 8. | Petter Stakston     | 1348   |
| 9. | Herman Paus         | 1326   |
| 10. | Stian Hoelgaard     | 1268   |

## Frauen

### Ergebnisse
| 1.Ski Classics in Bad Gastein – Prolog und Bad Gastein Criterium | 1.Ski Classics in Bad Gastein – Prolog und Bad Gastein Criterium | 1.Ski Classics in Bad Gastein – Prolog und Bad Gastein Criterium | 1.Ski Classics in Bad Gastein – Prolog und Bad Gastein Criterium | 1.Ski Classics in Bad Gastein – Prolog und Bad Gastein Criterium |
| ---------------------------------------------------------------- | ---------------------------------------------------------------- | ---------------------------------------------------------------- | ---------------------------------------------------------------- | ---------------------------------------------------------------- |
| Datum                                                            | Disziplin                                                        | Erster Platz                                                     | Zweiter Platz                                                    | Dritter Platz                                                    |
| 10. Dezember 2022                                                | Teamprolog 15 km klassisch                                       | Team Engcon                                                      | Team Aker Daehlie                                                | Team Eksjöhus                                                    |
| 11. Dezember 2022                                                | 35 km klassisch                                                  | Ida Dahl                                                         | Astrid Øyre Slind                                                | Emilie Fleten                                                    |

| 2.Ski Classics in Vinschgau – La Venosta Criterium | 2.Ski Classics in Vinschgau – La Venosta Criterium | 2.Ski Classics in Vinschgau – La Venosta Criterium | 2.Ski Classics in Vinschgau – La Venosta Criterium | 2.Ski Classics in Vinschgau – La Venosta Criterium |
| -------------------------------------------------- | -------------------------------------------------- | -------------------------------------------------- | -------------------------------------------------- | -------------------------------------------------- |
| Datum                                              | Disziplin                                          | Erster Platz                                       | Zweiter Platz                                      | Dritter Platz                                      |
| 17. Dezember 2022                                  | 36 km klassisch                                    | Ida Dahl                                           | Jenny Larsson                                      | Astrid Øyre Slind                                  |

| 3.Ski Classics in Sexten – Pustertaler Ski-Marathon | 3.Ski Classics in Sexten – Pustertaler Ski-Marathon | 3.Ski Classics in Sexten – Pustertaler Ski-Marathon | 3.Ski Classics in Sexten – Pustertaler Ski-Marathon | 3.Ski Classics in Sexten – Pustertaler Ski-Marathon |
| --------------------------------------------------- | --------------------------------------------------- | --------------------------------------------------- | --------------------------------------------------- | --------------------------------------------------- |
| Datum                                               | Disziplin                                           | Erster Platz                                        | Zweiter Platz                                       | Dritter Platz                                       |
| 14. Januar 2023                                     | 62 km klassisch                                     | Ida Dahl                                            | Anikken Gjerde Alnæs                                | Emilie Fleten                                       |

| 4.Ski Classics in Niederdorf – Prato Piazza Mountain Challenge | 4.Ski Classics in Niederdorf – Prato Piazza Mountain Challenge | 4.Ski Classics in Niederdorf – Prato Piazza Mountain Challenge | 4.Ski Classics in Niederdorf – Prato Piazza Mountain Challenge | 4.Ski Classics in Niederdorf – Prato Piazza Mountain Challenge |
| -------------------------------------------------------------- | -------------------------------------------------------------- | -------------------------------------------------------------- | -------------------------------------------------------------- | -------------------------------------------------------------- |
| Datum                                                          | Disziplin                                                      | Erster Platz                                                   | Zweiter Platz                                                  | Dritter Platz                                                  |
| 15. Januar 2023                                                | 32 km klassisch                                                | Astrid Øyre Slind                                              | Emilie Fleten                                                  | Ida Dahl                                                       |

| 5.Ski Classics in Zuoz – La Diagonela | 5.Ski Classics in Zuoz – La Diagonela | 5.Ski Classics in Zuoz – La Diagonela | 5.Ski Classics in Zuoz – La Diagonela | 5.Ski Classics in Zuoz – La Diagonela |
| ------------------------------------- | ------------------------------------- | ------------------------------------- | ------------------------------------- | ------------------------------------- |
| Datum                                 | Disziplin                             | Erster Platz                          | Zweiter Platz                         | Dritter Platz                         |
| 21. Januar 2023                       | 48 km klassisch                       | Astrid Øyre Slind                     | Emilie Fleten                         | Magni Smedås                          |

| 6. Ski Classics im Val di Fiemme und Val di Fassa – Marcialonga | 6. Ski Classics im Val di Fiemme und Val di Fassa – Marcialonga | 6. Ski Classics im Val di Fiemme und Val di Fassa – Marcialonga | 6. Ski Classics im Val di Fiemme und Val di Fassa – Marcialonga | 6. Ski Classics im Val di Fiemme und Val di Fassa – Marcialonga |
| --------------------------------------------------------------- | --------------------------------------------------------------- | --------------------------------------------------------------- | --------------------------------------------------------------- | --------------------------------------------------------------- |
| Datum                                                           | Disziplin                                                       | Erster Platz                                                    | Zweiter Platz                                                   | Dritter Platz                                                   |
| 29. Januar 2023                                                 | 70 km klassisch                                                 | Magni Smedås                                                    | Anikken Gjerde Alnæs                                            | Jenny Larsson                                                   |

| 7. Ski Classics von Bedřichov – Isergebirgslauf | 7. Ski Classics von Bedřichov – Isergebirgslauf | 7. Ski Classics von Bedřichov – Isergebirgslauf | 7. Ski Classics von Bedřichov – Isergebirgslauf | 7. Ski Classics von Bedřichov – Isergebirgslauf |
| ----------------------------------------------- | ----------------------------------------------- | ----------------------------------------------- | ----------------------------------------------- | ----------------------------------------------- |
| Datum                                           | Disziplin                                       | Erster Platz                                    | Zweiter Platz                                   | Dritter Platz                                   |
| 12. Februar 2023                                | 50 km klassisch                                 | Magni Smedås                                    | Karolina Hedenström                             | Silje Øyre Slind                                |

| 8. Ski Classics von Orsa – Grönklitt Criterium | 8. Ski Classics von Orsa – Grönklitt Criterium | 8. Ski Classics von Orsa – Grönklitt Criterium | 8. Ski Classics von Orsa – Grönklitt Criterium | 8. Ski Classics von Orsa – Grönklitt Criterium |
| ---------------------------------------------- | ---------------------------------------------- | ---------------------------------------------- | ---------------------------------------------- | ---------------------------------------------- |
| Datum                                          | Disziplin                                      | Erster Platz                                   | Zweiter Platz                                  | Dritter Platz                                  |
| 18. Februar 2023                               | 50 km klassisch                                | Ida Dahl                                       | Emilie Fleten                                  | Tove Ericsson                                  |

| 9. Ski Classics von Orsa – Grönklitt ITT | 9. Ski Classics von Orsa – Grönklitt ITT | 9. Ski Classics von Orsa – Grönklitt ITT | 9. Ski Classics von Orsa – Grönklitt ITT | 9. Ski Classics von Orsa – Grönklitt ITT |
| ---------------------------------------- | ---------------------------------------- | ---------------------------------------- | ---------------------------------------- | ---------------------------------------- |
| Datum                                    | Disziplin                                | Erster Platz                             | Zweiter Platz                            | Dritter Platz                            |
| 19. Februar 2023                         | 15 km klassisch                          | Ida Dahl                                 | Emilie Fleten                            | Magni Smedås                             |

| 10. Ski Classics von Sälen nach Mora – Wasalauf | 10. Ski Classics von Sälen nach Mora – Wasalauf | 10. Ski Classics von Sälen nach Mora – Wasalauf | 10. Ski Classics von Sälen nach Mora – Wasalauf | 10. Ski Classics von Sälen nach Mora – Wasalauf |
| ----------------------------------------------- | ----------------------------------------------- | ----------------------------------------------- | ----------------------------------------------- | ----------------------------------------------- |
| Datum                                           | Disziplin                                       | Erster Platz                                    | Zweiter Platz                                   | Dritter Platz                                   |
| 5. März 2023                                    | 90 km klassisch                                 | Emilie Fleten                                   | Silje Øyre Slind                                | Ida Dahl                                        |

| 11. Ski Classics von Rena nach Lillehammer – Birkebeinerrennet | 11. Ski Classics von Rena nach Lillehammer – Birkebeinerrennet | 11. Ski Classics von Rena nach Lillehammer – Birkebeinerrennet | 11. Ski Classics von Rena nach Lillehammer – Birkebeinerrennet | 11. Ski Classics von Rena nach Lillehammer – Birkebeinerrennet |
| -------------------------------------------------------------- | -------------------------------------------------------------- | -------------------------------------------------------------- | -------------------------------------------------------------- | -------------------------------------------------------------- |
| Datum                                                          | Disziplin                                                      | Erster Platz                                                   | Zweiter Platz                                                  | Dritter Platz                                                  |
| 18. März 2023                                                  | 54 km klassisch                                                | Astrid Øyre Slind                                              | Ida Dahl                                                       | Magni Smedås                                                   |

| 12. Ski Classics in Bardufoss – Reistadløpet | 12. Ski Classics in Bardufoss – Reistadløpet | 12. Ski Classics in Bardufoss – Reistadløpet | 12. Ski Classics in Bardufoss – Reistadløpet | 12. Ski Classics in Bardufoss – Reistadløpet |
| -------------------------------------------- | -------------------------------------------- | -------------------------------------------- | -------------------------------------------- | -------------------------------------------- |
| Datum                                        | Disziplin                                    | Erster Platz                                 | Zweiter Platz                                | Dritter Platz                                |
| 1. April 2023                                | 40 km klassisch                              | Astrid Øyre Slind                            | Rosie Brennan                                | Emilie Fleten                                |

| 13. Ski Classics in Bardufoss – Summit 2 Senja | 13. Ski Classics in Bardufoss – Summit 2 Senja | 13. Ski Classics in Bardufoss – Summit 2 Senja | 13. Ski Classics in Bardufoss – Summit 2 Senja | 13. Ski Classics in Bardufoss – Summit 2 Senja |
| ---------------------------------------------- | ---------------------------------------------- | ---------------------------------------------- | ---------------------------------------------- | ---------------------------------------------- |
| Datum                                          | Disziplin                                      | Erster Platz                                   | Zweiter Platz                                  | Dritter Platz                                  |
| 2. April 2023                                  | 67 km klassisch                                | Astrid Øyre Slind                              | Ida Dahl                                       | Emilie Fleten                                  |

### Gesamtwertung
| |                      |        |
| \| Rang \| Name \| Punkte \| \| ---- \| -------------------- \| ------ \| \| 1. \| Ida Dahl \| 2351 \| \| 2. \| Magni Smedås \| 2310 \| \| 3. \| Emilie Fleten \| 2134 \| \| 4. \| Karolina Hedenström \| 1677 \| \| 5. \| Astrid Øyre Slind \| 1650 \| \| 6. \| Jenny Larsson \| 1622 \| \| 7. \| Kati Roivas \| 1510 \| \| 8. \| Silje Øyre Slind \| 1490 \| \| 9. \| Anikken Gjerde Alnæs \| 1268 \| \| 10. \| Sandra Schützová \| 1127 \| |                      |        |
| Rang | Name                 | Punkte |
| 1. | Ida Dahl             | 2351   |
| 2. | Magni Smedås         | 2310   |
| 3. | Emilie Fleten        | 2134   |
| 4. | Karolina Hedenström  | 1677   |
| 5. | Astrid Øyre Slind    | 1650   |
| 6. | Jenny Larsson        | 1622   |
| 7. | Kati Roivas          | 1510   |
| 8. | Silje Øyre Slind     | 1490   |
| 9. | Anikken Gjerde Alnæs | 1268   |
| 10. | Sandra Schützová     | 1127   |